# Play Hits Juiz de Fora
Play Hits Juiz de Fora é uma emissora de rádio brasileira sediada em Juiz de Fora, cidade do estado de Minas Gerais. Opera no dial AM, na frequência 910 kHz, é afiliada à Rede UP e a Super Rádio Tupi. Pertence ao Sistema Regional de Comunicação (SIRCOM), que controla o jornal Diário Regional. A emissora funciona desde 1995, inaugurada como Rádio Juiz de Fora por Josino Aragão.

## História
A iniciativa de lançar a emissora surgiu através do empresário Josino Aragão, que conseguiu a outorga da Rádio Jornal Cidade de Juiz de Fora Ltda. em 1993. Em novembro de 1994, a montagem da emissora foi iniciada e em 1995 entra no ar a Rádio Juiz de Fora.
A Rádio Juiz de Fora funcionava 24 horas e mantinha uma programação popular, focada no estilo musical sertanejo, com transmissões esportivas. As locuções esportivas ocorriam diretamente dos estádios, diferente das demais concorrentes no AM. Em 1 ano no ar, a emissora já era líder de audiência.
Com a visibilidade da emissora na cidade, representantes do Sistema Globo de Rádio (SGR) procuram Josino Aragão, em 2002, para apresentar o projeto de rede Rádio Globo Brasil. Querendo consolidar a liderança da emissora, além das vantagens financeiras, a emissora passou a ser a primeira afiliada do novo projeto de rede da Rádio Globo a partir de 2 de maio de 2002, quando passou a se chamar Rádio Globo Juiz de Fora. Em 2020, a emissora deixou a Rádio Globo e passou a retransmitir a Play Hits (atual Rede UP).

## Programação
- Acorda Juiz de Fora - Jovane Lima
- No Ar- Jonathan Frizeiro
- Debates na Play-Gustavo Fonseca e Alberto Bejani
- Redação Play- Elisa Ladeira
- Bate Bola Play-Ricardo Wagner, Chico Cicero , Elisa Ladeira e Marcos Moreno
- Sabado Total-Rogerio Freiz e Wallace Lucas
- Fé e Vida - André e Padre Pierre
- Missa do Impossivel-Padre Pierre
- Domingo na Play - Jair Macedo
- Santa Missa Com Os Enfermos-Padre Lélis